# 傅増湘
傅 増湘（ふ ぞうしょう）は清末民初の政治家・学者。北京政府の要人。字は沅叔、潤叔。号は薑庵。晩号は蔵園老人、蔵園居士。

## 事績

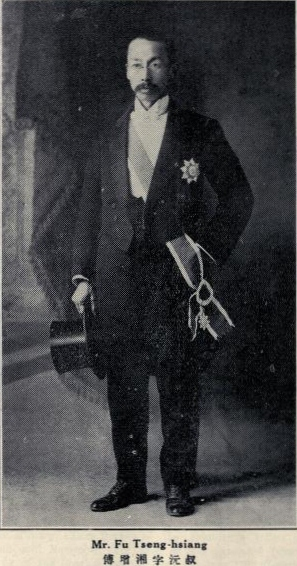
傅増湘別影
Who's Who in China 3rd ed. (1925)

1888年（光緒14年）、挙人となる。1898年（光緒24年）、戊戌科進士となり、翰林院編輯の位を授かった。以後、貴州学政、直隷道員を歴任する。
日本へ教育事業の視察を行った後、直隷提学使に任じられた。1908年（光緒34年）、公立北京女子師範伝習所所長となる。同年10月、同伝習所総理となった。1911年（宣統3年）6月、中央教育会議副会長に選任されている。
辛亥革命後、唐紹儀に随従して南北和平交渉のために上海へ赴いている。1914年（民国3年）1月、北京政府約法会議議員となる。同年8月、粛政庁粛政使に転じた。
1917年（民国6年）12月、王士珍臨時内閣において教育総長として任用される。続く段祺瑞内閣、銭能訓内閣でも任用された。翌年10月には、大総統徐世昌の下で総統府顧問に招聘されている。1919年（民国8年）5月、教育総長を辞任した。
1922年（民国11年）5月、内外短債委員会会長に選任された。1927年（民国16年）10月、故宮博物院の管理委員会委員兼図書館館長に任じられている。1930年（民国19年）、清華大学研究院で教鞭をとる。
日中戦争（抗日戦争）勃発後は北平に留まり、積極的に親日政府への協力は行わなかったが、一定の学芸活動には従事した。例えば、『綏遠通志』を編修したり、あるいは東亜文化協会副会長などの職に就いたりした。日中戦争終結後は、完全に隠居し、蔵書や版本の目録整理により日々をすごしている。1949年10月20日、北京にて死去。享年78（満77歳）。